# أليكس روي
أليكس روي (بالإنجليزية: Alex Roy) هو كاتب سير ذاتية أمريكي، ولد في 23 نوفمبر 1971.

## وصلات خارجية
- أليكس روي على موقع IMDb (الإنجليزية)
- أليكس روي على موقع قاعدة بيانات الفيلم (الإنجليزية)
- أليكس روي على موقع كينوبويسك (الروسية)